# Nechvalice
Nechvalice (německy Nechwalitz) jsou obec v okrese Příbram ve Středočeském kraji, asi 9 km jižně od Sedlčan. Žije zde 665 obyvatel.

## Historie
První písemná zmínka o obci pochází z roku 1352. Obec však existovala již v polovině 13. století, kdy zde byl založen románský kostel svatého Mikuláše, přestavěný v době gotické.

## Obecní správa

### Části obce
- Bratřejov (k. ú. Bratřejov)
- Bratříkovice (k. ú. Bratříkovice u Nechvalic)
- Březí (k. ú. Chválov)
- Dražka (k. ú. Ředice)
- Hodkov (k. ú. Mokřany u Nechvalic)
- Huštilář (k. ú. Ředice)
- Chválov (k. ú. Chválov)
- Křemenice (k. ú. Křemenice)
- Libčice (k. ú. Libčice u Nechvalic)
- Mokřany (k. ú. Mokřany u Nechvalic)
- Nechvalice (k. ú. Nechvalice)
- Rážkovy (k. ú. Chválov)
- Ředice (k. ú. Ředice)
- Ředičky (k. ú. Ředice)
- Setěkovy (k. ú. Mokřany u Nechvalic)
- Vratkov (k. ú. Chválov)

Součástí obce je také základní sídelní jednotka Dolní Křemenice. K obci patří také Cihelna, Čihadlo, Hrby, Stráně a Zádvoří.
Sousedními obcemi sídla jsou Sedlec-Prčice, Chyšky, Nadějkov, Nedrahovice, Počepice a Petrovice.

### Územněsprávní začlenění
Dějiny územněsprávního začleňování zahrnují období od roku 1850 do současnosti. V chronologickém přehledu je uvedena územně administrativní příslušnost obce v roce, kdy ke změně došlo:
- 1850 země česká, kraj České Budějovice, politický okres Votice, soudní okres Sedlčany[4]
- 1855 země česká, kraj Tábor, soudní okres Sedlčany
- 1868 země česká, politický i soudní okres Sedlčany
- 1939 země česká, Oberlandrat Tábor, politický i soudní okres Sedlčany[5]
- 1942 země česká, Oberlandrat Praha, politický i soudní okres Sedlčany[6]
- 1945 země česká, správní i soudní okres Sedlčany[7]
- 1949 Pražský kraj, okres Sedlčany[8]
- 1960 Středočeský kraj, okres Příbram
- 2003 Středočeský kraj, okres Příbram, obec s rozšířenou působností Sedlčany

## Společnost

### Rok 1932
V roce 1932 byly v obci Nechvalice (přísl. Bratřejov, Bratříkovice, Křemenice, Libčice, 695 obyvatel, poštovní úřad, katol. kostel) evidovány tyto živnosti a obchody: 2 cihelny, družstvo pro rozvod elektrické energie v Nechvalicích, 3 hostince, kolář, 2 kováři, krejčí, 3 mlýny, obuvník, pokrývač, porodní asistentka, 2 řezníci, 2 obchody se smíšeným zbožím, Spořitelní a záložní spolek pro Nechvalice, trafika, 2 truhláři.
V obci Ředice (přísl. Hodkov, Huštilář, Mokřany, Ředičky, 452 obyvatel, samostatná obec se později stala součástí Nechvalic) byly v roce 1932 evidovány tyto živnosti a obchody: hostinec, 2 koláři, 2 kováři, 2 mlýny, obchod se smíšeným zbožím, trafika.

## Pamětihodnosti
- Kostel svatého Mikuláše se v písemných pramenech poprvé připomíná jako farní chrám, který odvádí papežský desátek roku 1350. Byl postaven v polovině 13. století jako jednolodní kamenná stavba s hranolovou věží v průčelí v románském slohu. Později byl zčásti přestavěn v gotickém slohu a zaklenut křížovými klenbami. Kostelní věž zůstala románská, s jehlancovou střechou opravenou v 19. století. Vnitřní zařízení kostela je novogotické. Oltář má tři obrazy: sv. Mikuláše, sv. Ludmily a sv. Václava. Autorem obrazů je Josef Scheiwl. Cínová křtitelnice pochází z roku 1788.

- V obci se nachází dochována řada staveb lidové architektury.

## Osobnosti
- Jan Kožmín (1845–1924), zemědělec, politik, poslanec zemského sněmu a okresní starosta.[11]
- Josef Barhoň (1872–1939), český podnikatel, velkoobchodník textilem
- Anna Králová-Jiroušková (1895-?), česká pedagožka, spisovatelka a novinářka

## Doprava

### Dopravní síť
Do obce vedou silnice III. třídy. Územím obce vede silnice II/105 Jesenice – Jílové u Prahy – Neveklov – Sedlčany – Milevsko – Týn nad Vltavou – Hluboká nad Vltavou – České Budějovice. Železniční trať ani stanice či zastávka na území obce nejsou.

### Autobusová doprava 2024
Autobusovou dopravu v obci Nechvalice zajišťují společnosti Arriva Střední Čechy a ČSAD AUTOBUSY České Budějovice. Obec je součástí Pražské integrované dopravy (PID). V obci se nachází zastávka Nechvalice. Mezi další zastávky spadající pod obec jsou Nechvalice,Bratřejov, Nechvalice,Bratříkovice, Nechvalice,Bratříkovice,rozc., Nechvalice,Huštilář, Nechvalice,Křemenice,rozc., Nechvalice,Libčice, Nechvalice,Mokřany a Nechvalice,Ředice. V místních částech Březí, Dražka, Hodkov, Chválov, Rážkovy, Ředičky, Setěkovy a Vratkov se autobusové zastávky nenacházejí. Obec obsluhují dvě autobusové linky: 450 a 559. Linka 450 spojuje Dobříš se Sedlčany a Milevskem. V současnosti (2024) je tato linka provozována pouze v úseku Sedlčany – Milevsko kvůli uzavírce komunikace v Davli a u Borotic. Linka 559 propojuje Sedlčany a Sedlec-Prčice.

## Turistika
- Cyklistika – Obcí vedou cyklotrasy č. 8139 Vápenice – Nechvalice – Obděnice – Petrovice a č. 8143 Petrovice – Skoupý – Nechvalice – Nové Dvory.
- Pěší turistika – Územím obce vedou turistické trasy  Sedlčany – Vysoký Chlumec – Bratřejov – Petrovice – Milevsko a  Smrčí – Počepice – Zvěřinec – KvasejovicePohled na Nechvalice od Libčic

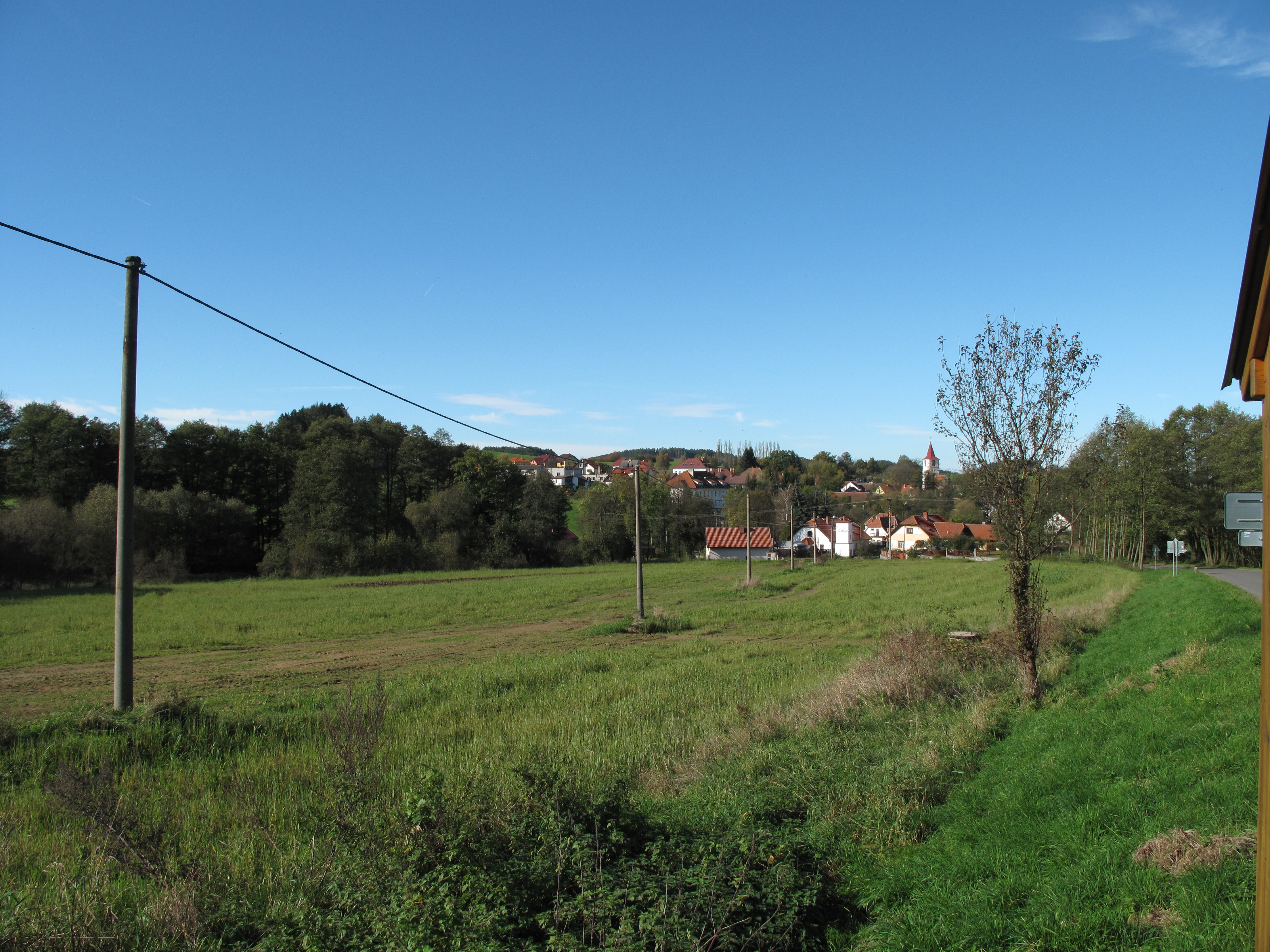
Pohled na Nechvalice od Libčic

## Pověsti
Dublovice a Nechvalice si pořídily nové zvony současně a zavěsily je, ještě neposvěcené, na své kostelní věže. Zvony se však v noci vznesly a vyměnily si svá místa. Na kamenech mezi obcemi, kde odpočívaly, jsou dodnes vidět jejich otisky. Také svým hlasem připomínají svůj původ, neboť zvon v Dublovicích při zvonění volá: „Nechvalák!“ a nechvalický: „Dublovák!“

## Galerie

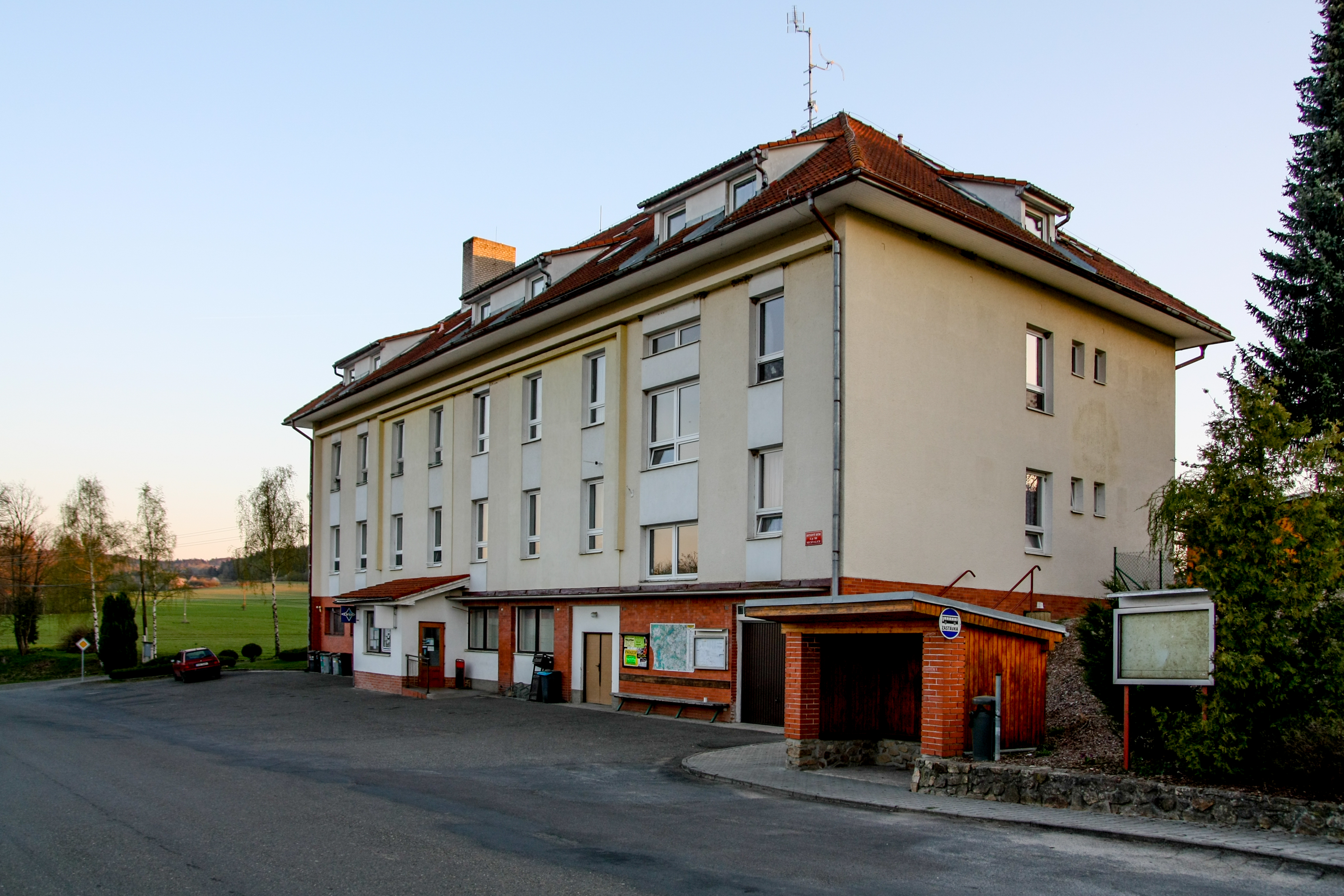
Bytový dům v Nechvalicích (2019)
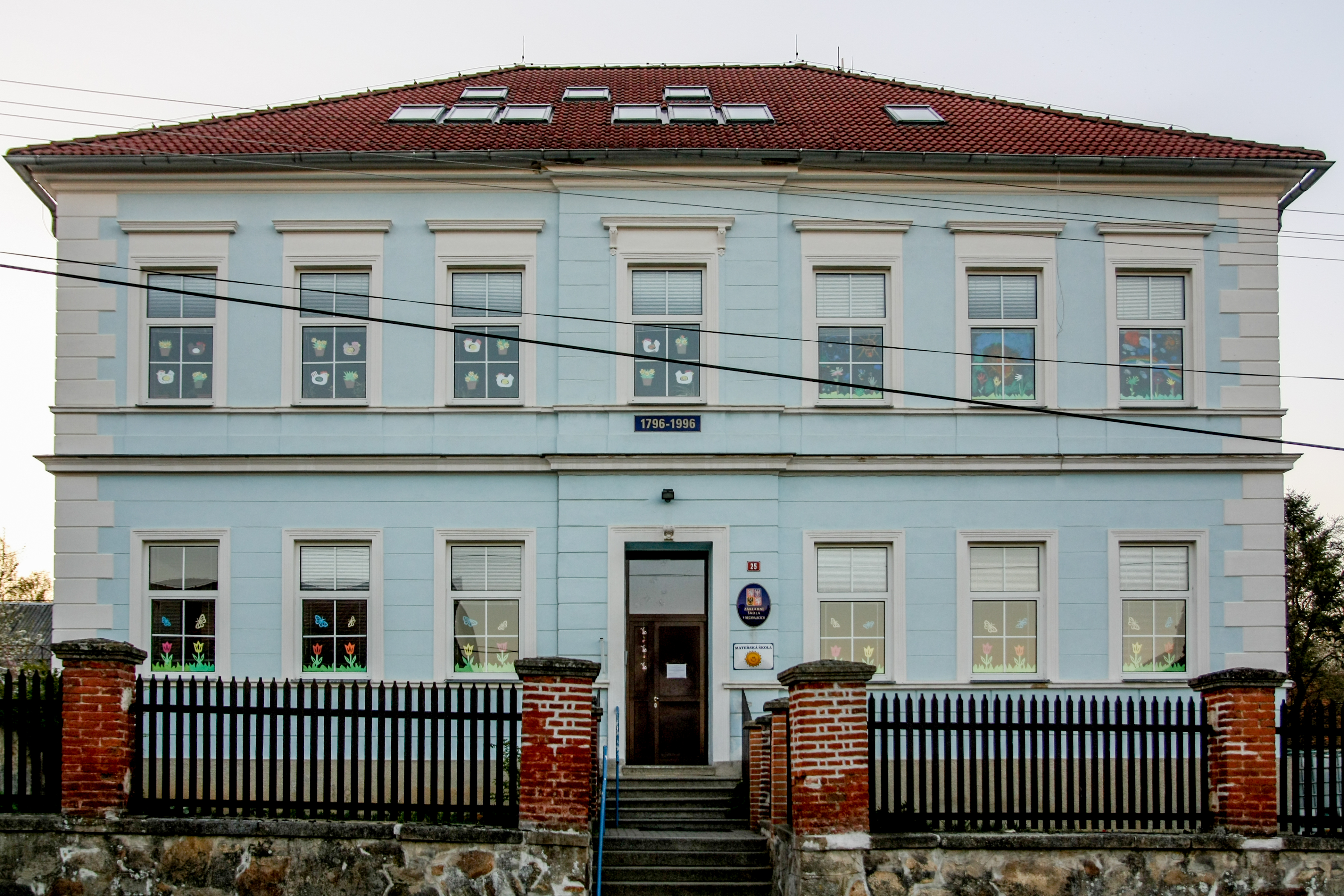
Základní škola (2019)
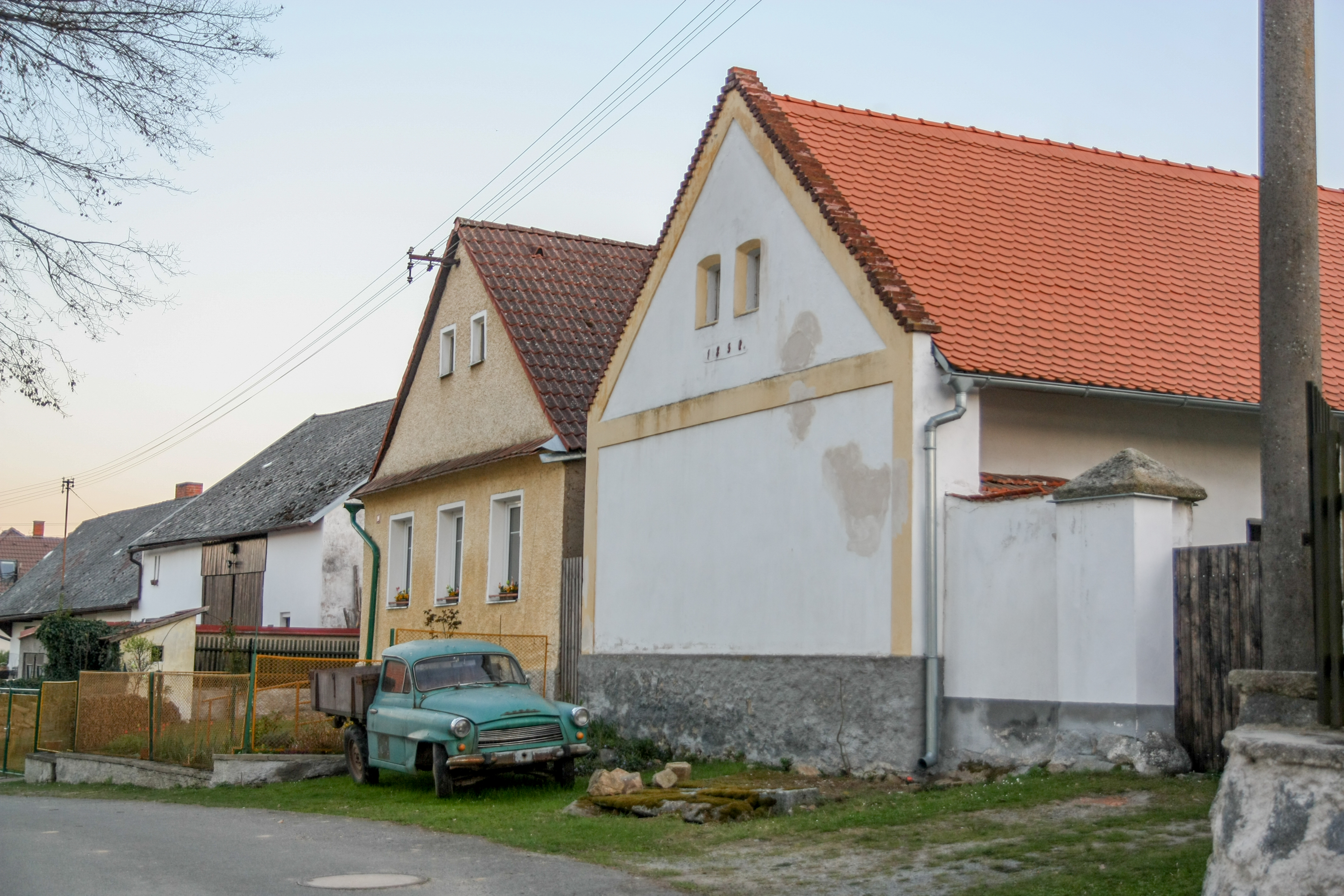
Domy (2019)